# António Luís Alves Ribeiro Oliveira
António Luís Alves Ribeiro de Oliveira (Penafiel, 1952. június 10. –) portugál válogatott labdarúgó, edző.
A Portugál labdarúgó-válogatott szövetségi kapitányaként részt vett az 1996-os labdarúgó-Európa-bajnokságon és a 2002-es labdarúgó-világbajnokságon.

## Sikerei, díjai

### Játékosként
- Porto
  - Portugál bajnok: 1977-78, 1978-79
  - Portugál kupa: 1976-77
- Sporting CP
  - Portugál bajnok: 1981-82
  - Portugál kupa: 1981-82
  - Portugál szuperkupa: 1982

### Menedzser
- Porto
  - Portugál bajnok: 1996-97, 1997-98
  - Portugál kupa: 1997-98
  - Portugál szuperkupa: 1996